# 伊勢物語

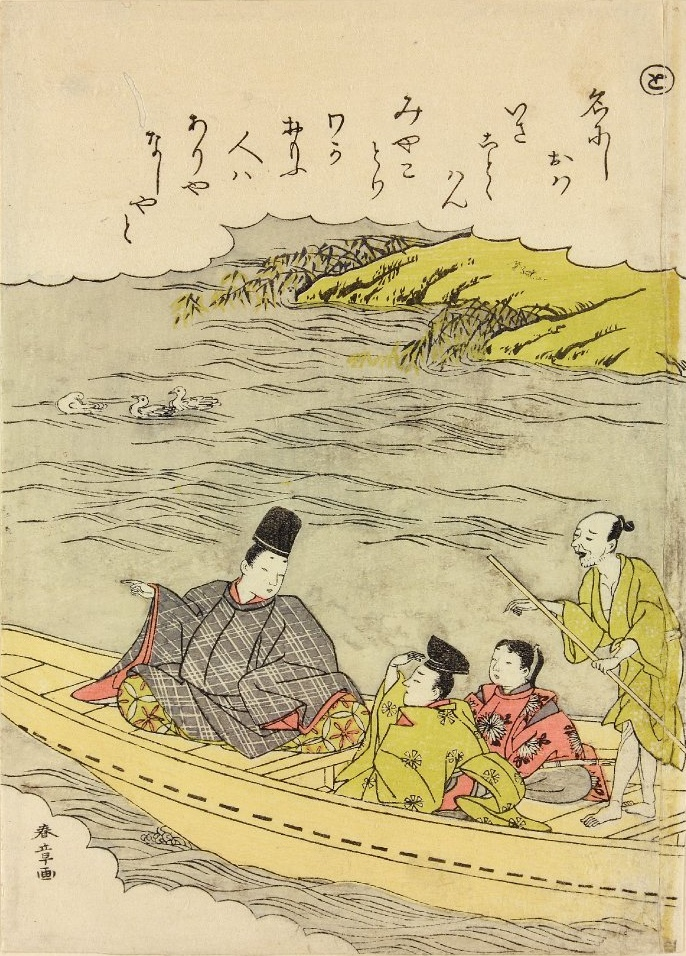
『風流錦絵伊勢物語』第9段「東下り」、隅田川の景。絵師は勝川春章。明和7年-安永2年（1770-1773年）の浮世絵。この場面と和歌については注釈で解説する。

『伊勢物語』（いせ ものがたり）とは、平安時代に成立した日本の歌物語。全1巻。平安時代初期に実在した貴族である在原業平を思わせる男を主人公とした和歌にまつわる短編歌物語集で、主人公の恋愛を中心とする一代記的物語でもある。主人公の名は明記されず、多くが「むかし、男（ありけり）」の冒頭句を持つことでも知られる。作者不詳。平安時代のうちの具体的な成立年代も不詳で、初期、西暦900年前後、前期、（現在のような形になったのが）中期などの説がある。名称については後述する。
『伊勢物語』は、『竹取物語』と並ぶ創成期の仮名文学の代表作で、また現存する日本の歌物語中最古の作品であり、後世への影響力の大きさでは同じ歌物語の『大和物語』を上回り、『源氏物語』と双璧をなすとも言われる。

## 名称
当初は『伊勢物語』『在五物語/在五が物語（ざいご が ものがたり）』『在五中将物語（ざいご ちゅうじょう - ）』『ざい五中将の恋の日記』『在五中将の日記』『在五が集』など様々に呼ばれていたが、平安時代末期には『伊勢物語』に統一されていった。また、略称としては「在五中将」「在中将」と「勢語（せいご）」が見られる。
係る書物（※『伊勢物語』と呼ばれることになる書物）の存在を示す記述の文献上初出は、『源氏物語』第17帖「絵合」に見られる和歌「伊勢の海の深き心をたどらずて ふりにし跡と波や消つべき（解釈例：伊勢の海の深く隠れている物語の心を味わおうともしないで、ただ古いからと波が消すように否定して良いはずがない。）」の「伊勢の海の深き心を」云々で、「在五中将」の名も含まれる前後の文章内容からこれが『伊勢物語』を指していることが分かる。
古来諸説あるが、現在は、第69段の伊勢国を舞台としたエピソード（在原業平〈通名：在五中将〉と想定される男が、伊勢斎宮と密通してしまう話）に由来するという説が最も有力視されている。その場合、この章段がこの作品の白眉であるからとする理解と、本来はこの章段が冒頭にあったからとする理解とがある。前者は、二条后（にじょうのきさき。藤原高子の通称）や東下りなど他の有名章段ではなくこの章段が選ばれた必然性がいまひとつ説明できないし、後者は、そのような形態の本はむしろ書名に合わせるために後世の人間によって再編されたものではないかとの批判もあることから、最終的な決着はついていない。
また、業平による伊勢斎宮との密通が、当時の貴族社会へ非常に重大な衝撃を与え（当時、伊勢斎宮と性関係を結ぶこと自体が完全な禁忌であった）、この事件の暗示として「伊勢物語」の名称が採られたとする説も提出されているが、虚構の物語を史実に還元するものであるとして強く批判されている。さらに、作者が女流歌人の伊勢にちなんだとする説、｢妹背（いもせ）物語」の意味であるとする説もある。
また、『源氏物語』「総角」の巻には、『在五が物語』（在五は、在原氏の第五子である業平を指す）という書名が見られ、『伊勢物語』の（ややくだけた）別称であったと考えられている。

## 内容・構成
定家本によれば全125段からなり、ある男の元服から死にいたるまでを数行程度（長くて数十行、短くて2～3行）の仮名の文と歌で作った章段を連ねることによって描く。章段の冒頭表現にちなんで、この主人公の男を「昔男」と呼ぶことも古くから行われてきたが、歌人在原業平の和歌を多く採録し、主人公を業平の異名で呼ぶ（第63段）などしているところから、主人公には業平の面影がある。ただし主人公が業平とあらわに呼ばれることはなく（各章段は「昔、男…」と始まることが多い）、王統の貴公子であった業平とは関わらないような田舎人を主人公とする話（23段いわゆる「筒井筒」など）も含まれている。中には業平没後の史実に取材した話もあるため、作品の最終的な成立もそれ以降ということになる。
各話の内容は男女の恋愛を中心に、親子愛、主従愛、友情、社交生活など多岐にわたるが、主人公だけでなく、彼と関わる登場人物も匿名の「女」や「人」であることが多いため、単に業平の物語であるばかりでなく、普遍的な人間関係の諸相を描き出した物語となりえている。
複数の段が続き物の話を構成している場合もあれば、1段ごとに独立した話となっている場合もある。後者の場合でも、近接する章段同士が語句を共有したり内容的に同類であったりで、ゆるやかに結合している。現存の伝本では、元服直後を描く冒頭と、死を予感した和歌を詠む末尾との間に、二条后との悲恋や、東国へ流離する「東下り」、伊勢の斎宮との交渉や惟喬親王との主従愛を描く挿話が置かれ、後半には老人となった男が登場するという、ゆるやかな一代記的構成をとっている。一代記というフレームに、愛情のまことをちりばめた小話が列をなしてるさまを櫛にたとえて「櫛歯式構成」という学者もいる。さらに、そうした結合を相互補完的なものと見なし、章段同士を積極的につないでゆく読み方もある。
作中、紀氏との関わりの多い人物が多く登場することでも知られる。在原業平は紀有常（実名で登場）の娘を妻としているし、その有常の父・紀名虎の娘が惟喬親王を産んでいる。作中での彼らは古記録から考えられる以上に零落した境遇が強調されている。何らかの意図で藤原氏との政争に敗れても、優美であったという紀氏のありようを美しく描いているとも考えられる。

## 作者と成立
作者、成立共に未詳。物語の成立当時から古典教養の中心であり、各章段が一話をなし分量も手ごろで、都人に大変親しまれたと考えられている。『源氏物語』には『伊勢物語』を「古い」とする記述が見られ注目されるが、一体『伊勢物語』の何がどのくらい古いといったのかは説が分かれており、なお決着を見ていない。
作者については古くから多く意見があった。藤原清輔の歌学書『袋草子』や、『古今集注』の著者顕昭、さらに藤原定家の流布本奥書に作者は業平であろうと記述があり、さらに朱雀院の蔵書塗籠本にも同様の記述があったとする。また「伊勢」という題名から作者は延喜歌壇の紅一点の伊勢であるとの説もあり、二条家の所蔵流布本の奥書に伊勢の補筆という記述がある。このように『伊勢物語』の作者論は、作品そのものの成立論と不即不離の関係にあり、『古今和歌集』と『後撰和歌集』の成立時期の前・間・後のいずれの時期で成立したかについても説が分かれていた。しかし近年では、『伊勢物語』と実在した業平との間には一線を画す必要があると考えられている。
現在行われている成立論の一つとして、片桐洋一の唱えた「段階的成長」説がある。元来、業平の歌集や家に伝わっていた話が、後人の補足などによって段階的に現在の125段に成長していったという仮説である。ただし増補があったとするには、現行の125段本以外の本がほぼ確認できないという弱みがあり、段階的な成長を説くことに対する批判もある。また、最終的に秩序だって整理されたとするならば、その整理者をいわゆる作者とすべきではないか、という指摘も見られる。近代以前の作品の有り方は、和歌にせよ散文にせよそれ以前の作品を踏まえるのが前提であると考えられ、現代的な著作物の観念から見た作者とは分けて考える必要がある。
そのような場合も含めて、個人の作者として近年名前が挙げられることが多いのは紀貫之らである。しかし作者論は現在も流動的な状況にある。

## 後世への影響

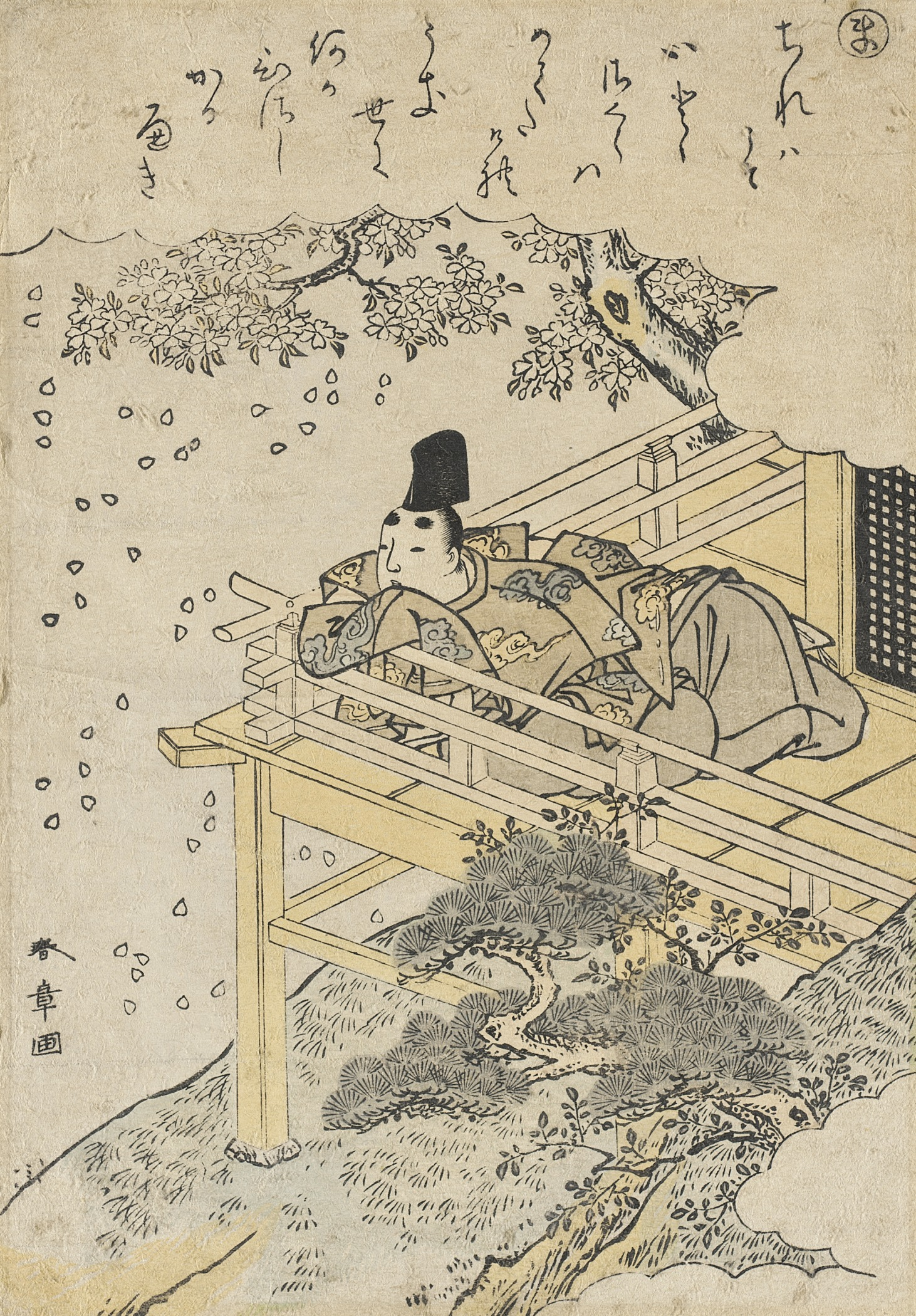
『風流錦絵伊勢物語』第82段「渚の院」所収。「散ればこそ いとど桜はめでたけれ 憂き世になにか久しかるべき」の歌に合わせた景。散ればこそ素晴らしい桜を流転する憂き世と対比して男は詠う。絵師は勝川春章。安永元年-2年（1772-1773年）頃の浮世絵。

『伊勢物語』は「いろごのみ」の理想形を書いたものとして、『源氏物語』など後代の物語文学や、和歌に影響を与えた。やや遅れて成立した歌物語、『大和物語』（950年頃成立）にも共通した話題がみられるほか、『後撰和歌集』や『拾遺和歌集』にも『伊勢物語』から採録されたと考えられる和歌が見られる。
『枕草子』の第82段に「あやしう いせの物がたりなりや」とあるように、この時代で既に「伊勢物語」をもじった「いせのものがたり（僻の物語）」という言葉遊びがあり、「いかがわしい物語」や「えせ物語」という意味で用いられていた。中世以降にはおびただしい数の注釈書が書かれるようになり、それぞれに独自の伊勢物語理解を展開して、それが能の演目の『井筒』や『雲林院』などの典拠にもなった。近世以降は、『仁勢物語』（にせものがたり）を始めとする多くのパロディ作品が創られ、現代でも清水義範の『江勢物語』（えせものがたり）などが生まれている。
また、人形浄瑠璃や歌舞伎の世界でも『伊勢物語』は題材の一つとなっており、惟喬親王と惟仁親王（清和天皇）の位争いを中心に、在原業平や紀有常などを『伊勢物語』のエピソードを交えて活躍させている。代表的なものとしては次の演目がある。
- 『井筒業平河内通』（いづつなりひら かわちがよい）[17]

初代近松門左衛門作。享保5年（1720年）、大坂竹本座にて初演。
- 『競伊勢物語』（はでくらべ いせものがたり、別訓：はなくらべ いせものがたり、だてくらべ いせものがたり、すがたくらべ いせものがたり、くらべごし いせものがたり）[18]

初代奈河亀輔作。通称『伊勢物語』。安永4年（1775年）4月、大坂中の芝居にて初代中村歌右衛門らにより初演。
現代においては、髙樹のぶ子が『小説伊勢物語 業平』を2022年に刊行している。

## 諸本
現在『伊勢物語』の本文として読まれているものは、藤原定家が天福2年（1234年）に書写した「天福本」と呼ばれる系統の写本をもとにしたもので、刊行される単行本や文庫本、また学校等で使われる教科書類での引用など、この「天福本」の本文によらぬものはないといってよい。しかし『伊勢物語』の伝本については以下に述べるように他にもいくつかの系統があり、『伊勢物語』の成立が現在に至るも解明されていない状況においては、伝本についての研究はないがしろにできないものといえよう。その系統について説明すると大きく五つに分類できるといわれている。
(1) 定家本系統 … 藤原定家が書写したとされる本で、125段・和歌209首からなる。現存する『伊勢物語』の写本の実に95％以上がこの系統に属するといわれている。定家本はその奥書によって、さらに三つの系統に分けられる。
- (A) 流布本(根源本)系統 …「抑伊勢物語根源…｣に始まる奥書を持つ。定家はその生涯で何度も『伊勢物語』の書写を行っており、この根源本と呼ばれるものは、定家が書写したものの中では比較的早くできたものといわれている。根源本系統は現在までの研究によって、さらに数種の系統に細分化されることが明らかになりつつあり、どれぐらいの系統に細分化できるかについては学者によって異なるところであるが、さらに研究が進むことが期待される。しかし定家自筆の根源本は現在ひとつも残っていない。天理大学附属天理図書館蔵伝為家筆本、九州大学蔵伝為家筆本など鎌倉期の転写本があるが、天理図書館蔵伝為家筆本の末尾には他本（小式部内侍本〈狩使本〉ではないかといわれる）から採ったという18章段が付加されている。
- (B) 天福本系統 …「天福二年正月廿日已未申刻…」に始まる奥書を持つ。定家自筆本は江戸時代、火災に遭い焼失したという。三条西家旧蔵本（現在は学習院大学蔵本）などがある。
  - (a) 学習院大学蔵本 … 三条西実隆が定家自筆の天福本を忠実に書写した本とされている。現在活字で出版されている『伊勢物語』のほとんどは、この写本を翻刻・校訂したものである。なお、天福本で実隆が書写したものについては他にもあり、それは四国今治市の河野記念文化館に所蔵されるという。
  - (b) 冷泉為和筆本 … 宮内庁書陵部の所蔵。冷泉為和が天文16年（1547年）に、定家自筆本を直接書写したもの。奥書に漢字・仮名の使い分け、行数の不同、紙数、外題にいたるまで、そっくりそのまま定家自筆本の通りに書き写した旨が記されている。
- (C) 武田本系統 … もとは冷泉家に伝わる定家自筆の本であったが、様々な人の手を経たのち武田伊豆入道紹真が所持し、その後も若狭の武田家が所有していたところからこの名がつけられた。｢合多本所用捨也…｣に始まる奥書を持つ。武田本も定家自筆のものは江戸時代に消息を絶っており、現在残っているのはその転写本である。山田清市は天福本と武田本の本文を比較し、天福本には4箇所において誤写とみられる部分が存在するのに対し、武田本には本文における欠陥がないことを指摘している。

(2) 古本 … 定家本とほぼ同じ内容。系統的には定家本に先行するものといわれる。ただし、初期の無奥書定家本である可能性も否定できない点は注意しなくてはならない。 
(3) 真名本 … 文字どおり、「真名」(漢字)で書かれた伊勢物語。初段から終焉まで125段・208首からなる。定家本と近いが内容に多少出入りがある。用字法などから鎌倉時代以降、あるいは南北朝時代以降の成立であろうといわれている。 
(4) 広本系統
- (A) 大島本 … 定家本に見えない章段を1段持つ代わりに、定家本115～117段が欠落しているため、章段数は123段である。また、巻末に皇太后宮越後本からの12章段と小式部内侍本からの24章段を併せ持つ。現在千葉県佐倉市の国立歴史民俗博物館に所蔵。
- (B) 日本大学図書館本、阿波国文庫蔵本、谷森本、神宮文庫本 … 134段。初冠から終焉まで119段、それ以降に業平自筆本から採ったという14段を付記。
- (C) 一誠堂本 … 97段。ただし、巻末に小式部内侍本の13章段を持っている。
- (D) 泉州本 … 136段。定家本にはない10章段を持っているが、末尾は定家本125段にあたる部分となっている。また、第30段に返歌を載せた形式のものを末尾近くに再出させる。この本は戦災で焼失したがそれ以前に翻刻したものがあり、中田武司『泉州本伊勢物語の研究』（1968年、白帝社）にその本文が収められている。

(5)朱雀院塗籠本 … 奥書に「此本者高二位本、朱雀院のぬりごめにおさまれりとぞ…」とあり、高階成忠本か。初冠から終焉まで全115段。定家本にある11章段をもたず、定家本にはない1章段を持つ。現在は本間美術館（山形県酒田市）に所蔵される。
この他に注目すべき伝本としては通具本がある。この本は巻末に、まず定家本の流布本系統にある「抑伊勢物語根源…」の文章に続き、「堀河大納言通具」(源通具)の本に定家本でもってこの本を書写校合したという意味の奥書があるのでそう呼ばれる。本文は125段、205首。88段以降の章段の順序が定家本とは食い違う部分があり、さらに広本系統の本文を含むが、ほかに上にあげた5系統のいずれにもない本文も含む。古筆了佐の鑑定があり、それによればこの写本の筆者を二条為氏としているがその真偽についてはともかくも、鎌倉時代を下るものではないという。現在は鉄心斎文庫・伊勢物語文華館に所蔵される。
以上、五つの系統の伝本は全て初冠の章段で始まり
、「つひにゆく」の章段で男の死によって終焉を見る「業平の一代記」の形をとっていることにより、「初冠本」とも呼ばれている。このほかにも、男が伊勢へ狩の使いに行って斎宮と密通する段（69段）から始まり、「忘るなよ」の章段（11段）で終わる「狩使本」があり、それを小式部内侍が所持していたという伝承がある。これは清輔の『袋草紙』や顕昭の『古今集注』に記されているが、両者ともその実物を見たわけではない。現在では「書名の由来を説明するために後から作られた」という説もある。藤原定家はこの本を「狼藉左道」、すなわち許すべからざる偽書であると非難しており、伝本も確認できない。また、古くは「初冠本」と「狩使本」のほかに「業平自筆本」なるものがあり、「名のみたつ」の43段で始まり「つひにゆく」の125段で終るものであったと伝わるが、これも現存しない。
結局、伝本に関しても、完本として現存するのは鎌倉時代以降のものばかりであり、それより以前に遡るものはわずかな古筆切を別にすれば皆無である。『伊勢物語』の原典に迫ることのできる資料は何一つないが、ただ伝本の多さから、いかにこの作品が親しまれ、愛されてきたのかは十分窺い知ることができる。

## 研究史

### 古注釈
- 鎌倉時代
  - 『冷泉家流伊勢物語抄』
  - 『和歌知顕集』
- 室町時代
  - 『伊勢物語髄脳』 - 在原滋春（仮託）。南北朝時代ごろ。
  - 『伊勢物語愚見抄』 - 一条兼良。室町時代中期。
  - 『伊勢物語肖聞抄』 - 牡丹花肖柏。宗祇「伊勢物語講談」の聞書。初稿本は文明9年（1477年）に成立。
  - 『伊勢物語宗歓聞書』 - 宗長。
  - 『伊勢物語直解』 - 三条西実隆。室町時代後期。
  - 『伊勢物語惟清抄』 - 清原宣賢。室町時代後期。
  - 『伊勢物語闕疑抄』 - 細川幽斎。文禄5年（1596年）2月に成立。
- 江戸時代
  - 『伊勢物語拾穂抄』 - 北村季吟。寛文3年（1663年）以前に成立。延宝8年（1680年）刊行。
  - 『勢語臆断』 - 契沖。元禄5年（1692年）以前に成立。享和2年（1802年）刊行。[23]
  - 『伊勢物語童子問』 - 荷田春満。江戸時代中期。
  - 『伊勢物語古意』 - 賀茂真淵。江戸時代中期。
  - 『伊勢物語新釈』 - 藤井高尚。

### 近現代の研究者
ここでは、特筆性の高い近現代の研究者などについて記述する。
- 阿部俊子（1912-1993年） - 国文学者、大正大学教授、学習院大学名誉教授。『伊勢物語』の研究で有名。
- 柳田忠則（1946年 - ） - 国文学者、日本大学教授。『伊勢物語』『大和物語』の研究で有名。
- 河地修（1951年 - ） - 国文学者（専攻は中古文学）。『伊勢物語』の研究業績が知られる。
- 田口尚幸（1964年 - ） - 国文学者。『伊勢物語相補論』や『伊勢物語入門 ミヤビとイロゴノミの昔男一代記』を刊行。